# معركة جزر سانتا كروز
معركة جزر سانتا كروز، هي معركة وقعت بين 25 و27 أكتوبر 1942. يُشار إليها أحيانًا باسم معركة سانتا كروز أو معركة بحر سليمان الثالثة وتُعرف في المصادر اليابانية باسم معركة جنوب المحيط الهاديء (باليابانية: 南太平洋 海 戦، ميناميتايهيو كايسن)، تُعد رابع معركة بين حاملات الطائرات ضمن حملة المحيط الهادئ خلال الحرب العالمية الثانية. كذلك تُعد رابع أكبر معركة بحرية بين البحرية الأمريكية والبحرية الإمبراطورية اليابانية خلال حملة غوادالكانال الطويلة والهامة استراتيجيًا. على غرار معارك بحر المرجان وميدواي وجزر سليمان الشرقية، كانت سفن الخصمين في الأفق أو في مرمى مدفعية بعضها البعض بالكاد. عوضًا عن ذلك، انطلقت جميع الهجمات تقريبًا لكلا الجانبين بالطائرات على متن الحاملات أو بالطائرات على البر.
خطط الجيش الإمبراطوري الياباني لهجوم بري كبير على غوادالكانال في الفترة من 20 إلى 25 أكتوبر 1942، في محاولة لطرد قوات الحلفاء من غوادالكانال والجزر المجاورة وإنهاء حالة الجمود القائمة منذ سبتمبر 1942. ولدعم هذا الهجوم، أبحرت الحاملات اليابانية وسفن حربية كبيرة أخرى إلى موقع بالقرب من جزر سليمان الجنوبية، على أمل الاشتباك مع قوات الحلفاء البحرية. من هذا الموقع، أملّت القوات البحرية اليابانية في الاشتباك وإلحاق هزيمة ساحقة بأي قوات بحرية تابعة للحلفاء (البحرية الأمريكية في المقام الأول)، خاصةً قوات حاملات الطائرات، التي استجابت للهجوم البري. وبالمثل، عقدت قوات الحلفاء البحرية الأمل على مواجهة القوات البحرية اليابانية في معركة تحقق نفس الأهداف المتمثلة في إنهاء الجمود وهزيمة خصمها هزيمة حاسمة.
تزامن الهجوم البري الياباني على غوادالكانال خلال معركة مطار هندرسون، مع مواجهة السفن الحربية البحرية والطائرات للخصمين بعضها البعض في صباح يوم 26 أكتوبر 1942، شمال جزر سانتا كروز. عقب الهجمات الجوية المتبادلة بين الحاملات، تراجعت سفن الحلفاء السطحية من منطقة المعركة مع غرق حاملة الأسطول هورنت وتضرر حاملة الأسطول الأخرى إنتربرايز بشدة. كما انسحبت قوة حاملات الطائرات اليابانية المشاركة بسبب خسائرها الكبيرة في الطائرات والأطقم الجوية، بالإضافة إلى الأضرار الكبيرة التي لحقت بحاملة الأسطول شوكاكو والحاملة الخفيفة زوهيو.
عدت سانتا كروز انتصارًا تكتيكيًا واستراتيجيًا قصير المدى لليابانيين من حيث السفن الغارقة والمتضررة، بجانب سيطرتهم البحرية حول غوادالكانال. ومع ذلك، ثبت أن خسارة اليابان للعديد من أطقم الطائرات المخضرمين الذين لم تتمكن من استعاضتهم أنها كانت ميزة إستراتيجية طويلة المدى للحلفاء، الذين عانوا من خسائر منخفضة نسبية بين أطقمهم الجوية في المعركة والتي عوضّت بسرعة.

## خلفية تاريخية
في 7 أغسطس 1942، نزلت قوات الحلفاء (ومعظمها من الولايات المتحدة) على جزر غوادالكانال وتولاغي وفلوريدا في جزر سليمان الواقعة تحت الاحتلال الياباني. كان الهدف من عمليات الإنزال على هذه الجزر منع اليابانيين من استخدامها كقواعد تُهدد طرق الإمداد بين الولايات المتحدة وأستراليا، ولتأمين الجزر كنقاط انطلاق لحملة بهدف نهائي يتمثل في تحييد القاعدة اليابانية الرئيسية في رابول مع دعم حملة الحلفاء في غينيا الجديدة. كانت عمليات الإنزال هذه هي بداية لحملة غوادالكانال التي استمرت ستة أشهر.
عقب معركة جزر سليمان الشرقية في 24-25 أغسطس، والتي تعرضت فيها حاملة الأسطول يو إس إس إنتربرايز لأضرار جسيمة أجبرتها على الإبحار إلى بيرل هاربور في هاواي، حيث ظلّت لمدة شهر تحت الإصلاحات الرئيسية، تبقّت ثلاث فرق عمليات لحاملات الطائرات الأمريكية في منطقة جنوب المحيط الهادئ. كانت فرق العمليات متمركزة حول حاملات الأسطول يو إس إس واسب [الإنجليزية] وساراتوغا وهورنت بالإضافة إلى مجموعاتها الجوية والسفن الحربية السطحية الداعمة بما في ذلك البوارج والطرادات والمدمرات التي كانت تتمركز أساسًا بين جزر سليمان وهيبريدس الجديدة (فانواتو). في منطقة العمليات هذه، كُلفّت الحاملات بحراسة خط الاتصال بين قواعد الحلفاء الرئيسية في كاليدونيا الجديدة وإسبيريتو سانتو ودعم قوات الحلفاء البرية في غوادالكانال وتولاغي ضد أي هجمات مضادة يابانية وحماية حركة سفن الإمداد إلى غوادالكانال والاشتباك مع أي سفن حربية يابانية وتدميرها، خاصة حاملات الطائرات التي تظهر ضمن النطاق. كانت منطقة المحيط التي تعمل فيها فرق عمليات حاملات الطائرات الأمريكية تُعرف باسم «تقاطع الطوربيدات» من قبل القوات الأمريكية نظرًا لكثرة تواجد الغواصات اليابانية فيها.

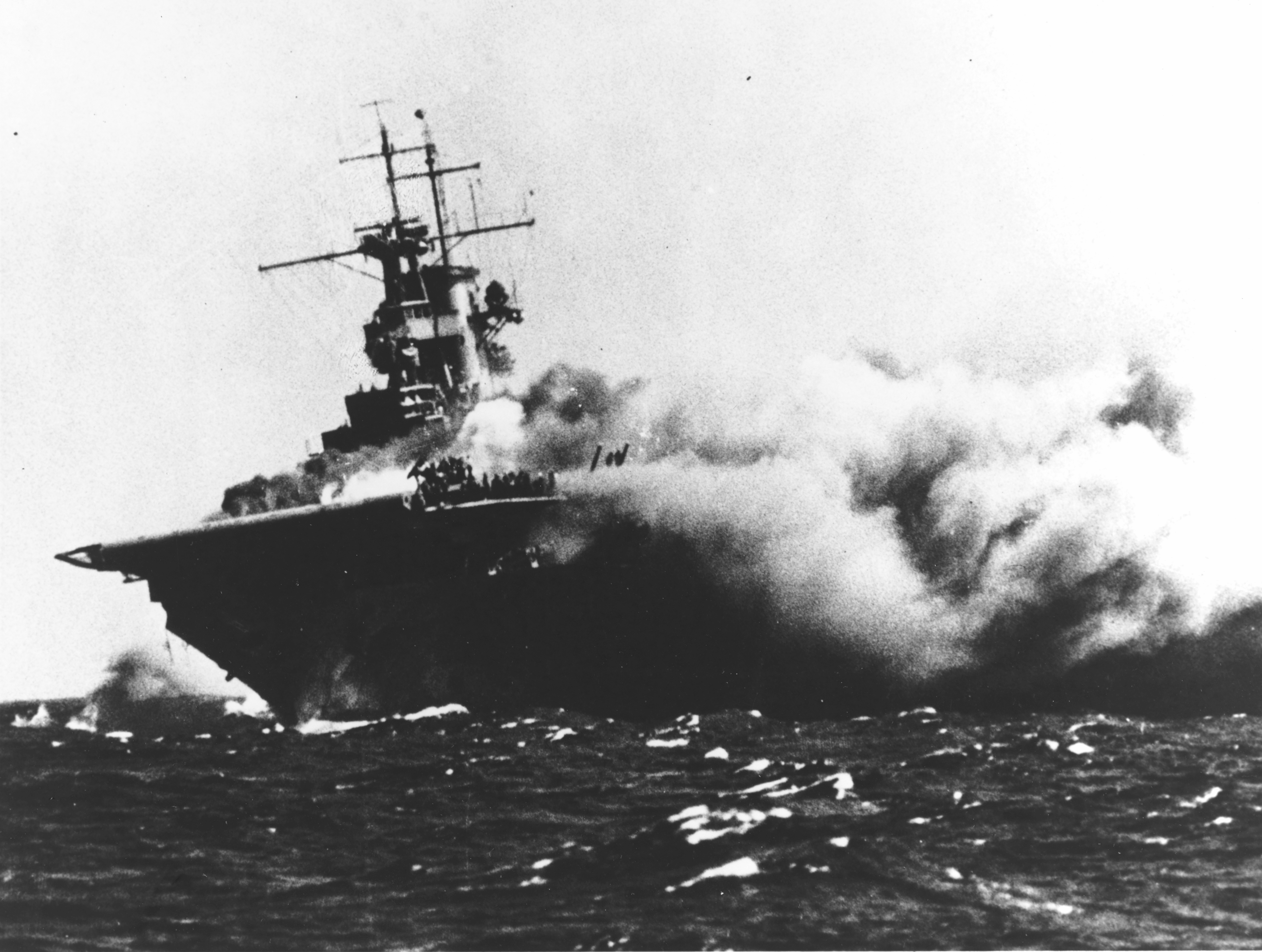
اشتعال حاملة الطائرات يو إس إس واسب بعد إصابتها بالطوربيد في 15 سبتمبر.

في 31 أغسطس، أصيبت ساراتوغا بطوربيدات من الغواصة اليابانية آي-26 وظلت خارج الخدمة لمدة ثلاثة أشهر لحين إصلاحها.(5) وفي 15 سبتمبر، أصيبت هورنيت بثلاثة طوربيدات أطلقتها الغواصة اليابانية آي-19 أثناء دعمها قافلة تعزيزات وإمدادات كبيرة متجهة إلى غوادالكانال وكادت أن تشتبك مع الحاملتين اليابانيتين شوكاكو وزويكاكو اللتان انسحبتا قبل أن يدخل الخصمان في النطاق الجوي لبعضهما البعض. ونظرًا لانقطاع الكهرباء الناجم عن أضرار الطوربيدات، لم تتمكن فرق السيطرة على الأضرار في واسب من احتواء الحرائق الكبيرة التي تلت ذلك، لذلك أُخليّت الحاملة وأُغرقت.(6) على الرغم من أن الولايات المتحدة لم يعد لديها سوى حاملة عاملة واحدة (يو إس إس هورنت) في جنوب المحيط الهادئ، فقد ظل الحلفاء محتفظين بالسيادة الجوية فوق جزر سليمان الجنوبية بسبب طائراتهم المتمركزة في مطار هندرسون بغوادالكانال. ومع ذلك كان اليابانيون قادرين على تسيير سفنهم حول غوادالكانال تقريبًا كما يشاؤون خلال الليل عندما تعجز الطائرات عن العمل بفعالية. وهكذا، تطورت حالة الجمود في معركة غوادالكانال، فبينما ينقل الحلفاء الإمدادات والتعزيزات إلى غوادالكانال خلال النهار، يقوم اليابانيون بنفس الأمر ليلًا من خلال السفن الحربية التي أشار إليها الحلفاء باسم «قطار طوكيو السريع» مع عجز الجانبين إرسال قوات كافية إلى الجزيرة لتحقيق ميزة حاسمة. بحلول منتصف أكتوبر، كان للجانبين عدد متساوٍ تقريبًا من القوات على الجزيرة. كسرت عمليتان بحريتان كبيرتان الجمود لفترة وجيزة؛ في ليلة 11-12 أكتوبر، اعترضت قوة بحرية أمريكية قوة بحرية يابانية كانت في طريقها لقصف مطار هندرسون وهزمتها خلال معركة كيب أسبرانس. ولكن بعد ليلتين فقط، قصفّت قوة يابانية مؤلفة من البارجتين هارونا [الإنجليزية] وكونغو مطار هندرسون بنجاح، مما أدى إلى تدمير معظم الطائرات الأمريكية هناك وإلحاق أضرار جسيمة بمرافق المطار.

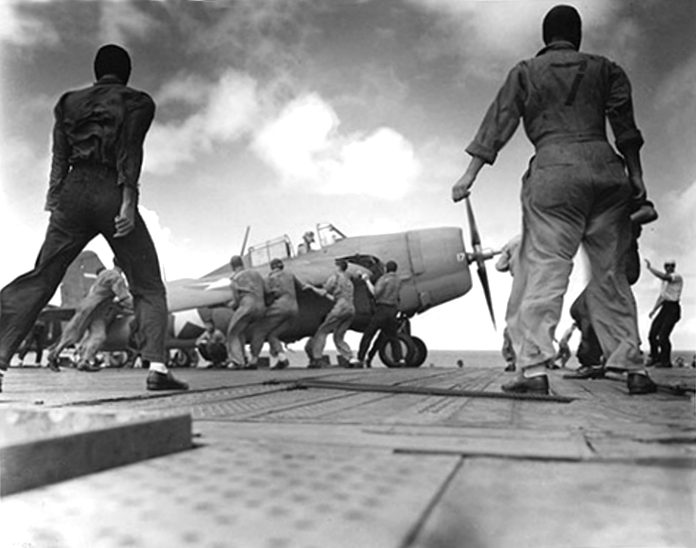
مقاتلات غرومان إف 4 إف ويلدكات على متن الحاملة «إنتربرايز» أثناء انطلاق العمليات الجوية في 24 أكتوبر

خطّت الولايات المتحدة خطوتين في محاولة لكسر جمود معركة غوادالكانال. أولها، الإسراع في إصلاحات إنتربرايز كي تتمكن من العودة إلى جنوب المحيط الهادئ في أقرب وقت ممكن. ففي 10 أكتوبر تلقت إنتربرايز مجموعتها الجوية الجديدة (المجموعة الجوية العاشرة)، وفي 16 أكتوبر غادرت بيرل هاربور، وفي 23 أكتوبر عادت إلى جنوب المحيط الهادئ وانضمت إلى هورنت وباقي قوات الحلفاء البحرية في جنوب المحيط الهادئ في 24 أكتوبر على بعد 273 ميل بحري (506 كم؛ 314 ميل) من شمال شرق إسبيريتو سانتو.
جرت الخطوة الثانية في 18 أكتوبر، عندما استبدل الأدميرال تشيستر نيميتز القائد العام للقوات المتحالفة لقوات المحيط الهادئ نائب الأدميرال روبرت إل. غورملي بنائب الأدميرال ويليام هالسي كقائد لمنطقة جنوب المحيط الهادئ وهو المنصب الذي يتولى قيادة قوات الحلفاء المشاركة في حملة جزر سليمان. شعر نيميتز بقصر نظر غورملي وتشاؤمه لدرجة أنه لم يتمكن من قيادة قوات الحلفاء بفاعلية في الصراع من أجل غوادالكانال. وبحسب ما ورد فإن هالسي كان موضع احترام كمُقاتل عند كافة الأسطول البحري الأمريكي. شرع هالسي فور توليه القيادة في وضع خطط لاستدراج القوات البحرية اليابانية إلى معركة، فكتب إلى نيميتز: «علي أن أبدأ في توجيه الضربات على الفور تقريبًا.»
سعى الأسطول الياباني المشترك أيضًا لاستدراج قوات الحلفاء البحرية إلى مواجهة كان بمقدورها أن تصبح حاسمة. في أوائل أكتوبر؛ أبحرت حاملتا الأسطول هيو وجانيو بالإضافة إلى الحاملة الخفيفة زويهو من اليابان إلى القاعدة البحرية اليابانية الرئيسية في آتول ترك وانضمت إلى حاملتي الطائرات شوكاكو وزويكاكو. وبوجود خمس حاملات مجهزة تجهيزًا كاملاً بالمجموعات الجوية، بالإضافة إلى العديد من البوارج والطرادات والمدمرات، كان الأسطول الياباني المشترك بقيادة الأدميرال إيسوروكو ياماموتو واثقًا من قدرته على تعويض الهزيمة التي مُني بها في معركة ميدواي. وبغض النظر عن غارتين جويتين على مطار هندرسون في أكتوبر، ظلت الحاملات اليابانية والسفن الحربية الداعمة لها في المنطقة الشمالية الغربية من جزر سليمان خارج معركة غوادالكانال في انتظار فرصة للاقتراب والاشتباك مع حاملات الطائرات الأمريكية. تحركت سفن الأدميرال ياماموتو الحربية نحو جنوب جزر سليمان لدعم الهجوم الجيش الياباني البري الرئيسي التالي الذي خُطط له لمواجهة قوات الحلفاء في غوادالكانال في 20 أكتوبر، واستعدت السفن الحربية للاشتباك مع أي سفن معادية خاصةً الحاملات التي اقتربت أيضًا من غوادالكانال لدعم دفاعات الحلفاء.(7)

## مقدمات المعركة
من 20 إلى 25 أكتوبر، حاولت القوات البرية اليابانية في غوادالكانال الاستيلاء على مطار هندرسون عبر هجوم واسع النطاق ضد المدافعين الأمريكيين، لكنها تعرضت لهزيمة نكراء ومُنيّ اليابانيون بخسائر فادحة. أرسل اليابانيون سفنًا حربية باتجاه غوادالكانال في صباح يوم 25 أكتوبر لدعم قواتهم البرية على الجزيرة، نتيجة اعتقادهم الخاطئ أن قوات الجيش الياباني نجحت في الاستيلاء على مطار هندرسون. فهاجمت الطائرات التي أقلعّت من مطار هندرسون القافلة طوال اليوم وأغرقت الطراد الخفيف يورا وألحقت أضرارًا بالمدمرة أكيزوكي.(8)

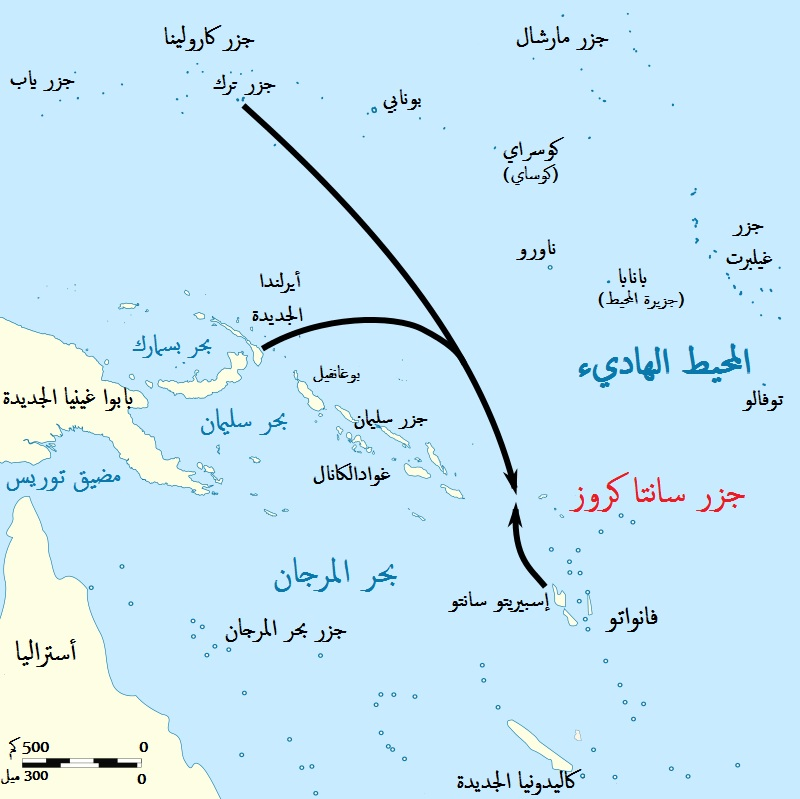
خريطة معركة جزر سانتا كروز، 26 أكتوبر 1942.

وعلى الرغم من فشل الهجوم البري الياباني وخسارة يورا، واصل بقية الأسطول المشترك المناورة بالقرب من جزر سليمان الجنوبية في 25 أكتوبر على أمل الاشتباك مع قوات الحلفاء البحرية في معركة. حينها كانت القوات البحرية اليابانية مؤلفة من أربع حاملات، لأن هيو تعرضت لحريق عرضي خطير في غرفة محركها في 22 أكتوبر مما أجبرها على العودة إلى ترك للإصلاح.
قُسمّت القوات البحرية اليابانية إلى ثلاث مجموعات: القوة «المتقدمة» وتتألف من الحاملة جونيو وبارجتين وأربع طرادات ثقيلة وطراد خفيف وعشر مدمرات بقيادة نائب الأدميرال نوبوتاكي كوندو في الطراد الثقيل آتاغو؛ «القوة الرئيسية» وتتألف من الحاملات شوكاكو وزويكاكو وزويهو بالإضافة إلى طراد ثقيل وثماني مدمرات بقيادة نائب الأدميرال تشويتشي ناغومو على متن شوكاكو؛ وقوة «الطليعة» المؤلفة من بارجتين وثلاث طرادات ثقيلة وطراد خفيف وسبع مدمرات بقيادة الأدميرال هيرواكي آبي في البارجة هييي. كان كوندو بمثابة القائد العام للقوى الثلاث بالإضافة إلى قيادته القوة المتقدمة.
على الجانب الأمريكي، مشطّت مجموعتا المهام لهورنت وإنتربرايز بقيادة الأدميرال توماس كينكيد شمال جزر سانتا كروز في 25 أكتوبر بحثًا عن القوات البحرية اليابانية. توزعّت السفن الحربية الأمريكية في مجموعتين منفصلتين للحاملتين تبعدان عن بعضها البعض مسافة تقدر بحوالي 10 ميل بحري (19 كم؛ 12 ميل). في الساعة 11:03 صباحًا، رصدت طائرة استطلاع أمريكية من طراز پي بي كاتالينا من جزر سانتا كروز حاملات القوة الرئيسية اليابانية. ومع ذلك كانت حاملات الطائرات اليابانية على بعد حوالي 355 ميلًا بحريًا (657 كم، 409 ميل) من القوة الأمريكية، ما جعلها خارج النطاق الجوي للحاملات. أبحر كينكيد صوب الحاملات اليابانية بأقصى سرعة على أمل تضييق النطاق ليتمكن من شن هجوم في ذلك اليوم، وفي الساعة 14:25 أطلق قوة ضاربة قوامها 23 طائرة. أدرك اليابانيين أن الطائرات الأمريكية قد رصدتهم لكنهم كانوا يجهلون مكان حاملات الطائرات الأمريكية، فاتجهوا شمالًا للبقاء بعيدًا عن نطاق طائرات حاملات الطائرات الأمريكية. نتيجة لذلك عادت القوة الأمريكية الضاربة إلى حاملاتها دون العثور على السفن الحربية اليابانية أو مهاجمتها.

## المعركة

### اشتباك حاملات الطائرات في 26 أكتوبر: الضربة الأولى
في الساعة 02:50 يوم 26 أكتوبر، عكست القوات البحرية اليابانية اتجاهها وتقلصّت المسافة بين القوات البحرية المتخاصمة حتى بلغت 200 ميل بحري (370 كم؛ 230 ميل) عن بعضها البعض بحلول الساعة 05:00. أطلق الجانبان طائرات بحث وجهزا طائراتهما المتبقية للهجوم بمجرد العثور على سفن الجانب الآخر. وبالرغم من أن طائرة كاتالينا المجهزة بالرادار قد رصدت الحاملات اليابانية في الساعة 03:10، فإن تقريرها لم يصل إلى كينكيد إلا في 5:12. لذلك، نتيجة اعتقاده أن السفن اليابانية ربما غيرت موقعها خلال الساعتين المنصرمتين، قرر الامتناع عن إطلاق قوة هجومية لحين تلقيه معلومات وافية أكثر حول موقع السفن اليابانية.

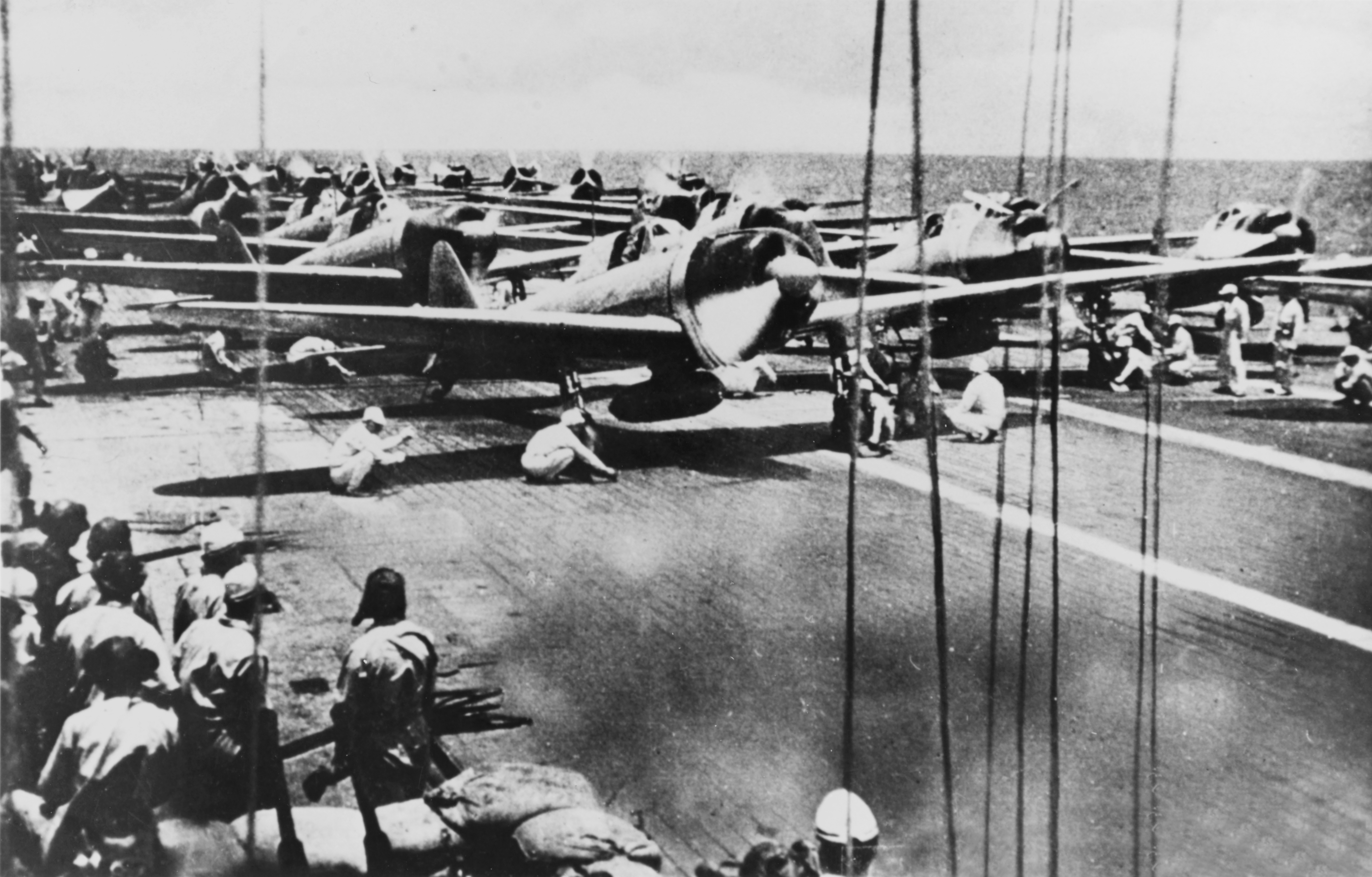
مقاتلات وقاذفات انقضاضية يابانية تستعد لشن هجوم على قوات حاملات الطائرات الأمريكية من على متن شوكاكو

في الساعة 06:45، رصدت طائرة استطلاع أمريكية حاملات القوة الرئيسية لناغومو. في الساعة 06:58، أبلغت طائرة استطلاع يابانية عن موقع فرقة عمل هورنت. تسابق كلا الجانبين ليكون كل منهما أول من يهاجم الآخر. كان اليابانيون أول من أطلق قوتهم الضاربة بنحو 64 طائرة، بما في ذلك 21 قاذفة انقضاضية طراز إيشي دي3إيه2 و20 قاذفة طوربيد طراز ناكاجيما بي5إن2 و21 مقاتلة إيه6إم3 زيرو، وطائرتا اتصال طراز ناكاجيما بي5إن2 في طريقهم نحو هورنت بحلول الساعة 07:40. قاد هذه الضربة الأولى الملازم أول شيغهارو موراتا، بينما كان قاد مقاتلات الحماية المُلازمين أياو شيراني [الإنجليزية] وسانياسو هيداكا [الإنجليزية]. أيضًا في الساعة 07:40، وصلت طائرتا استطلاع أمريكيتان من طراز إس بي دس-3 دونتليس، استجابة للرصد السابق للحاملات اليابانية، وانقضتا على زويهو. ومع انشغال الدورية الجوية القتالية اليابانية بمطاردة طائرات استطلاع أمريكية أخرى بعيدًا، تمكنت الطائرتان الأمريكيتان من قصف زويهو بقنابلهما البالغ وزنها 500 رطل، مما تسبب في أضرار جسيمة جعلت مدرج طيران الحاملة غير صالح لهبوط الطائرات.
في غضون ذلك، أمر كوندو قوة الطليعة التابعة لآبي بالإسراع قدمًا لمحاولة اعتراض السفن الحربية الأمريكية والاشتباك معها. دفعّ كوندو أيضًا قوته المتقدمة قدمًا بأقصى سرعة كي تتمكن طائرات جونيو من الاشتراك في الهجمات على السفن الأمريكية. في الساعة 08:10، أطلقت شوكاكو موجة ثانية من الطائرات الهجومية تتكون من 19 قاذفة انقضاضية و5 مقاتلات زيرو وأطلقت زويكاكو 16 قاذفة طوربيد و4 مقاتلات زيرو في الساعة 08:40. وكان قائد الضربة الثانية هو الملازم أول مامورو سيكي [الإنجليزية]، بينما قاد الملازم هيديكي شينغو [الإنجليزية] مقاتلات الحماية. وهكذا، بحلول الساعة 09:10، كان لدى اليابانيين 110 طائرة في طريقها لمهاجمة حاملات الطائرات الأمريكية.
تأخرت طائرات الضربة الأمريكية عن الطائرات اليابانية بنحو 20 دقيقة، انطلقّت الطائرات الأمريكية في مجموعات صغيرة نحو السفن اليابانية بدلاً من تشكيل قوة هجومية كبيرة واحدة اعتقادًا بأن الهجوم السريع أكثر أهمية من الهجوم الحشدي، ولافتقارها للوقود لقضاء بعض الوقت في التجمع قبل الضربة. كانت المجموعة الأولى والمكونة من 15 قاذفة قنابل طراز دوغلاس إس بي دي دونتليس، و6 قاذفات طوربيد من طراز غرومان تي بي إف-1 آفنجر، و8 مقاتلات طراز غرومان إف4إف ويلدكات، بقيادة الرائد البحري وليام جيه. «غس» ويدهيلم وأقلعت من هورنت في طريقها نحو أهدافها حوالي الساعة 08:00. في حين كانت المجموعة الثانية والمكونة من 3 قاذفات دونتليس، و9 طائرات آفنجر (بها قائد المجموعة الجوية)، و8 طائرات ويلدكات من إنتربرايز متأخرة بحلول الساعة 08:10. أما المجموعة الثالثة فتكونت من 9 طائرات من طراز دوغلاس إس بي دي دونتليس، و10 طائرات من طراز غرومان تي بي إف آفنجرز (من ضمنها طائرة يقودها قائد المجموعة الجوية)، و7 طائرات من طراز غرومان إف 4 إف ويلدكات منقولة كلها على متن حاملة الطائرات يو أس أس هورنيت وكانت في طريقها بحلول الساعة 08:20.
في الساعة 08:40، مرت التشكيلات الضاربة للطائرات المتعارضة على مرأى من بعضها البعض. فاجأت تسع طائرات من طراز زيرو انطلقت من الحاملة زويهو بقيادة الملازم هيداكا مجموعة إنتربرايز وهاجمتها، حيث هاجمت الطائرات الصاعدة المحلقة في الظل. نجم عن الاشتباك تدمير 4 طائرات زيرو، 3 وايلدكات، 2 آفنجر، بالإضافة إلى طائرتي آفنجر وطائرة ويلدكات أُجبرت على العودة إلى إنتربرايز بأضرار جسيمة.(9) انسحبت طائرات زيرو المتبقية من الحاملة زويهو من الاشتباك بعد نفاذ ذخيرتها.

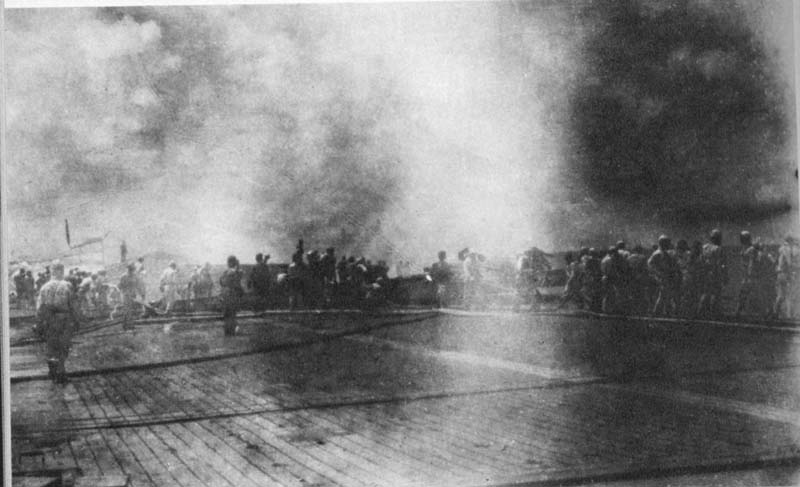
طاقم حاملة الطائرات شوكاكو يكافح النيران على مدرج الطيران بعد الهجوم الأمريكي.

في الساعة 08:50، رصد التشكيل الهجومي الأمريكي الرئيسي المنطلق من هورنت أربع سفن من قوة الطليعة التي يقودها الأدميرال آبي. فعجل من سرعته حتى شاهدت الطائرات الأمريكية الحاملات اليابانية واستعدت للهجوم. هاجمت ثلاث مقاتلات زيرو من زويهو طائرات ويلدكات في التشكيل، مما شتت انتباهها بعيدًا عن القاذفات المُكلفة بحمايتها. وهكذا بدأت القاذفات الانقضاضية في المجموعة الأولى هجماتها دون مقاتلات حماية. هاجمت اثنتا عشر مقاتلة زيرو من الدورية الجوية القتالية للحاملات اليابانية تشكيل قاذفات دونتليس، وأسقطت قاذفتين (إحداهما يقودها الرائد ويدهيلم لكنه نجا)، وأجبرت اثنتين أُخريين على الانسحاب. بدأت قاذفات دونتليس الإحدى عشر المتبقية هجومها على شوكاكو في الساعة 09:27، وضربتها بثلاث إلى ست قنابل، فدمرت مدرج طائراتها وألحقت أضرارًا جسيمة بباطنها. فقدت قاذفة دونتليس الأخيرة من القاذفات الإحدى عشر مسار شوكاكو وبدلاً من ذلك أسقطت قنابلها بالقرب من المدمرة اليابانية تيروزوكي مما تسبب في أضرار طفيفة. لم تعثر قاذفات آفنجر الست في القوة الضاربة الأولى، بعد انفصالها عن مجموعتها الضاربة على الحاملات اليابانية وعادت في النهاية نحو هورنت. في طريق العودة، هاجمت الطراد الياباني الثقيل توني بكل طوربيداتها وكلها أخفقت في إصابته.

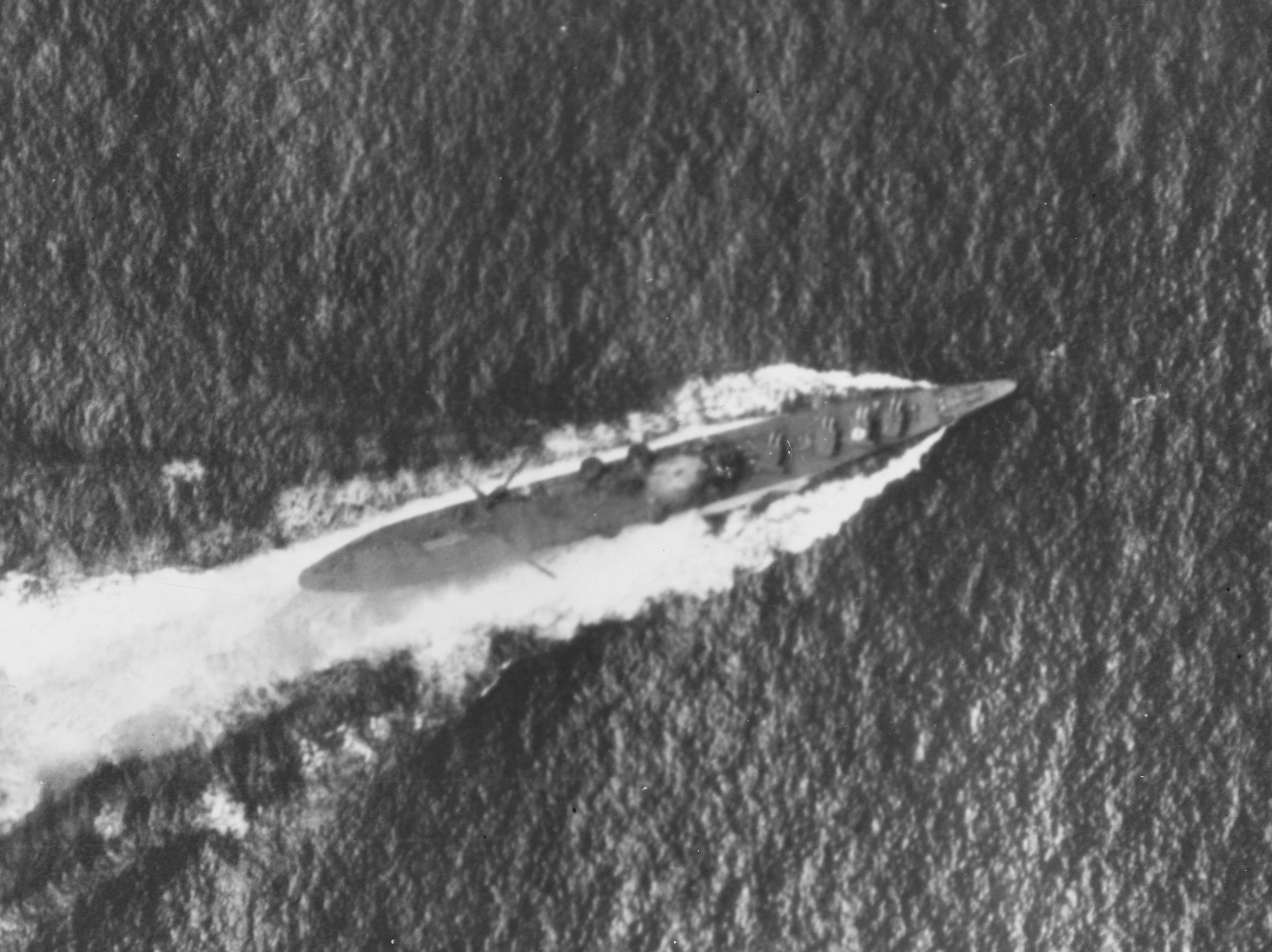
الطراد الياباني تشيكوما يتعرض لهجوم في 26 أكتوبر، ويتصاعد الدخان من منتصفه بعدما أصابت قنبلة تزن 1000 رطل (450 كجم) مقصورة القيادة مباشرة.

لم تتمكن قاذفات آفنجر من تشكيل الهجوم الأمريكي الثاني المنطلق من إنتربرايز من تحديد موقع الحاملات اليابانية وبدلاً من ذلك هاجمت الطراد الياباني الثقيل سوزويا من قوة الطليعة للأدميرال آبي لكنها لم تلحق به أي ضرر. في نفس الوقت تقريبًا، عثرت تسع قاذفات دونتليس من التشكيل الهجومي الأمريكي الثالث - من هورنت - على سفن آبي وهاجمت الطراد الياباني الثقيل تشيكوما، وضربته بقنبلتين زنة 1000 رطل (450 كجم) مما تسبب في أضرار جسيمة. ثم وصلت ثلاث قاذفات دونتليس من إنتربرايز وهاجمت تشيكوما أيضًا، فألحقت به مزيدًا من الضرر بقنبلة أصابته واثنتين سقطت بجواره. في النهاية، وصلت قاذفات آفنجر التسع من المجموعة الضاربة الثالثة وهاجمت تشيكوما المشتعل، وألحقت به إصابة أخرى. انسحب تشيكوما برفقة مدمرتين من المعركة متوجهًا نحو ترك للإصلاح.(10)
تلقت قوات الحاملات الأمريكية رسالة من طائراتها الهجومية الخارجة في الساعة 08:30 تفيد بأن الطائرات الهجومية اليابانية في طريقها إليها. في الساعة 08:52، شاهد قائد القوة الضاربة اليابانية فرقة عمل هورنت - كانت فرقة عمل إنتربرايز غير مرئية بسبب عاصفة مطيرة - وجهز طائراته للهجوم. في 08:55، رصدت حاملات الطائرات الأمريكية اقتراب الطائرات اليابانية على الرادار - على بعد حوالي 35 ميل بحري (65 كم، 40 ميل) - وبدأت بتوجيه 37 قاذفة ويلدكات من دوريتها الجوية القتالية للاشتباك مع الطائرات اليابانية القادمة. ومع ذلك، فإن مشاكل الاتصال والأخطاء التي ارتكبها مديرو السيطرة على المقاتلات الأمريكية، وإجراءات التحكم البدائية منعت جميع القاذفات باستثناء القليل من الاشتباك مع الطائرات اليابانية قبل أن تبدأ هجماتها على هورنت. على الرغم من أن الدورية الهجومية القتالية الأمريكية كانت قادرة على إسقاط أو إصابة العديد من قاذفات القنابل (كان على قائد التشكيل الملازم أول سادامو تاكاهاشي إلغاء الهجوم نتيجة الأضرار)، فإن معظم الطائرات اليابانية بدأت في شن هجماتها نسبيًا دون اعتراض من المقاتلات الأمريكية.
في الساعة 09:09، فتحت مدافع هورنت المضادة للطائرات والسفن الحربية المرافقة لها النار عندما بدأت 20 قاذفة طوربيد يابانية سليمة و16 قاذفة قاذفة انقضاضية هجماتها على الحاملة.11 وفي الساعة 09:12، ألقت قاذفة انقضاضية قنبلة «عادية» خارقة للدروع زنة 250 كجم على النقطة الميتة من مدرج طيران هورنت قبالة الجزيرة، والتي اخترقت ثلاثة طوابق قبل أن تنفجر، مما أسفر عن مقتل 60 رجلاً. بعد لحظات، أصابت قنبلة أرضية شديدة الانفجار زنة 242 كجم مدرج الطيران، وانفجرت عند الاصطدام لتحدث خرقًا بعمق 11 قدمًا (3.4 م) وتقتل 30 رجلاً. بعد دقيقة أو نحو ذلك، سقطت قنبلة ثالثة على هورنت بالقرب من مكان سقوط القنبلة الأولى، واخترقت ثلاثة طوابق قبل أن تنفجر، مما تسبب في أضرار جسيمة دون وقوع خسائر في الأرواح. في الساعة 09:14، أصابت مدافع هورنت المضادة للطائرات قاذفة انقضاضية، فعمد طيارها المساعد شيجيوكي ساتو إلى الاصطدام بمدخنة هورنت، مما أسفر عن مقتل سبعة رجال وانسكب وقود الطائرة المشتعل فوق سطح الإشارة.
اقتربت قاذفات الطوربيد العشرين أيضًا من هورنت من اتجاهين مختلفين في نفس توقيت هجوم القاذفات الانقضاضية. وبالرغم من تكبدها خسائر فادحة بفعل النيران المضادة للطائرات بما في ذلك طائرة موراتا، فقد أصابت طائرات الطوربيد جانب هورنت بطوربيدين بين الساعة 09:13 و09:17، مما أدى إلى إعطاب محركاتها. عندما توقفت هورنت، اقتربت قاذفة انقضاضية يابانية متضررة وتحطمت عمدًا في جانب الحاملة، مما أدى إلى اندلاع حريق بالقرب من أنبوب إمداد وقود الطيران الرئيسي في الحاملة. في الساعة 09:20، انسحبت آخر الطائرات اليابانية بعد توقف هورنت واشتعالها في الماء. خلال هذا الهجوم دُمِّرت 25 طائرة يابانية وست طائرات أمريكية.
أمكن السيطرة على الحرائق على هورنت بمساعدة خراطيم الحرائق من ثلاث مدمرات مرافقة بحلول الساعة 10:00. أُخليّ الجرحى من الحاملة، وحاول الطراد الثقيل يو إس إس نورثامبتون بقيادة النقيب ويلارد أيه. كيتس قطرها بعيدًا عن منطقة المعركة. ومع ذلك، فإن الجهود المبذولة لتجهيز خط القطر أخذت بعض الوقت، مع وصول المزيد من الموجات الهجومية للطائرات اليابانية.

### اشتباك حاملات الطائرات في 26 أكتوبر: اشتباكات ما بعد الضربة الأولى
بدءًا من الساعة 09:30، هبطت على متن حاملة الطائرات إنتربرايز العديد من المقاتلات الدورية الجوية القتالية المتضررة والمستنفدة لوقودها وطائرات الاستطلاع العائدة لكلتا الحاملتين. وبسبب ازدحام مدرج الطيران واكتشاف الرادار لمجموعة ثانية من الطائرات اليابانية القادمة في الساعة 09:30، لم تعد إنتربرايز قادرة على استقبال الطائرات للهبوط على متنها في الساعة 10:00. فبدأت الطائرات التي استنفذت وقودها في الهبوط في المحيط، وقد أنقذت المدمرات المرافقة للحاملة أطقم هذه الطائرات. إحدى الطائرات التي هبطت في المياه وهي طائرة آفنجر متضررة من القوة الضاربة لإنتربرايز والتي سبق أن هاجمتها طائرات زيرو المنطلقة من زويهو، حطّت في المياه بالقرب من المدمرة يو إس إس بورتر. وخلال إنقاذ بورتر لطاقم طائرة الآفنجر أصابها طوربيد، ربما خرج من الطائرة الطافية، مما تسبب بأضرار جسيمة لها وبمقتل 15 من أفراد طاقمها. نتيجة ذلك، أمر قائد فرقة العمل بخرق المدمرة، وقد أنقذت المدمرة يو إس إس شو الطاقم، قبل أن تطلق نيران مدافعها على بورتر وتُغرقها.

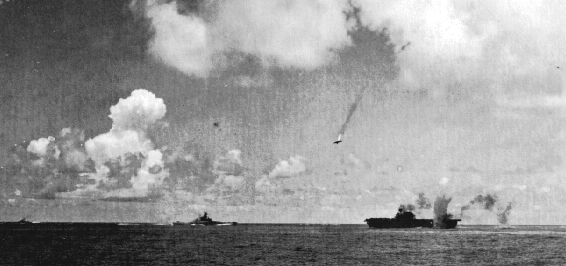
إسقاط قاذفة انقضاضية يابانية (في المنتصف) أثناء الهجوم على إنتربرايز (أسفل اليمين)، بينما ينبعث الدخان من الحاملة نتيجة سقوط قنبلة في وقت سابق بينما تحيد قنبلة أخرى عن الحاملة. تقع البارجة داكوتا الجنوبية على يسار الحاملة.

عندما بدأت الموجة الضاربة الأولى للطائرات اليابانية في العودة إلى حاملاتها بعد هجومها على هورنت، رصدت إحداها فرقة عمل إنتربرايز، التي خرجت للتو من العاصفة المطيرة، وأبلغت عن موقع الحاملة. حولّت الموجة الضاربة الثانية للطائرات اليابانية التي كانت تعتقد أن هورنت تغرق هجماتها على فرقة عمل إنتربرايز بدءًا من الساعة 10:08. ومجددًًا، واجهت الدورية الجوية القتالية الأمريكية مشكلة في اعتراض الطائرات اليابانية قبل أن تهاجم إنتربرايز وأسقطت اثنتين فقط من القاذفات الانقضاضية التسعة عشر عندما بدأت تنقض على الحاملة. كانت فرقة الملازم أول مامورو سيكي [الإنجليزية] هي أول من بدأ بالهجوم بالرغم من النيران الكثيفة المضادة للطائرات من إنتربرايز والسفن الحربية المرافقة لها، لكن فرقة سيكي لم تحقق أي إصابات. في الهجمات اللاحقة تمكنت فرقة الملازم كايشي أريما من تسجيل إصابات في الحاملة بقنبلتين «عاديتين» نصف خارقة للدروع، زنة 250 كجم، حيث ألقى الرقيب كايوتو فوروتا من طياري أريما القنبلة الأولى. قتلت القنبلتان 44 رجلاً وجرحت 75 وألحقت أضرارًا جسيمة بالحاملة، بما في ذلك تعطل مصعدها الأمامي بالموضع «العلوي». بالإضافة إلى ذلك، أسقطّت فرقة الملازم أريما أيضًا قنبلة قريبة أخرى. ومع ذلك، فُقدت عشرة من قاذفات القنابل اليابانية التسعة عشر في هذا الهجوم من ضمنها القاذفة التي يقودها الملازم سيكي، وهبطت اثنتان أخريان في الماء عند عودتهما.
بعد عشرين دقيقة، وصلت طائرات الطوربيد الستة عشر من زويكاكو وتفرقت لمهاجمة إنتربرايز. تعرضت إحدى مجموعات قاذفات الطوربيد لهجوم من طائرتي ويلدكات من الدورية الجوية القتالية واللتان أسقطتا ثلاثة منهم وألحقتا ضررًا بطائرة رابعة اصطدمت عمدًا أثناء اشتعالها في المدمرة سميث مما أدى إلى اشتعال النيران فيها ومقتل 57 من أفراد طاقمها. كما انفجر الطوربيد الذي كانت تحمله هذه الطائرة بعد وقت قصير من تحطمها مما تسبب في ضرر إضافي. في البداية بدت الحرائق خارجة عن السيطرة إلى أن أمر قبطان المدمرة سميث بتوجهها نحو الرذاذ الكبير لأثر مخرج البارجة يو إس إس ساوث داكوتا مما ساعد على إخماد الحرائق. استأنفت المدمرة سميث رحلتها واستهدفت طائرات الطوربيد بما تبقى من مدافعها المضادة للطائرات.(12)

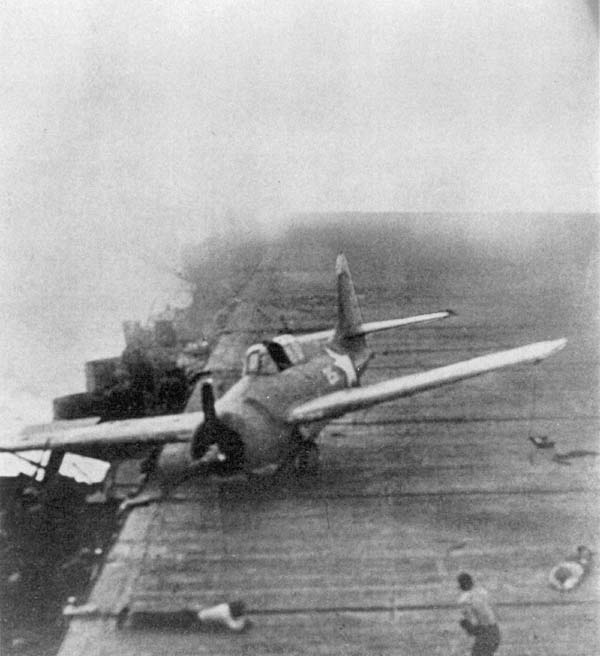
انزلاق حاد لطائرة وايلدكات تتبع الحاملة هورنت، كانت قد هبطت لتوها على مدرج طيران إنتربرايز، نتيجة مناورة عنيفة للحاملة تفاديًا لهجوم قاذفة انقضاضية أقلعت من جونيو

هاجمت طائرات الطوربيد المتبقية إنتربرايز وساوث داكوتا والطراد بورتلاند، لكن كل طوربيداتها إما حادت أو أخفقت، ولم تتسبب في أي ضرر. انتهى الاشتباك في الساعة 10:53؛ بخسارة 9 طائرات طوربيد من أصل 16 في هذا الهجوم. بعد إخماد معظم الحرائق على متن حاملة الطائرات، في الساعة 11:15، عادوت إنتربرايز فتح مدرج طيرانها لبدء هبوط الطائرات العائدة من الهجمات الأمريكية الصباحية على قوات السفن الحربية اليابانية. ومع ذلك، لم يهبط سوى القليل من الطائرات فقط قبل وصول الموجة التالية من الطائرات الهجومية اليابانية التي شرعت في مهاجمة إنتربرايز، مما أجبرها على تعليق عمليات الهبوط.
بين 09:05 و09:14، وصلت جونيو على بعد 280 ميل بحري (320 ميل؛ 520 كم) من حاملات الطائرات الأمريكية وشنت غارة من 17 قاذفة قنابل و 12 طائرة زيرو، بقيادة الرائد يوشيو شيغا. وبينما كانت القوة اليابانية الرئيسية والقوة المتقدمة تناور في محاولة للانضمام إلى التشكيلات، تأهبت جونيو لشن ضربات المتابعة. في الساعة 11:21، وصلت طائرات جونيو وانقضت تجاه فرقة عمل إنتربرايز. سجلت القاذفات الانقضاضية إصابة قُرب إنتربرايز، مما تسبب في المزيد من الضرر، وإصابتين في كلاً من داكوتا الجنوبية والطراد الخفيف سان خوان، مما تسبب في أضرار متساوية لكلاهما. خلال هذا الهجوم، دُمرّت ثمانية من القاذفات الانقضاضية اليابانية السبعة عشر، مع هبوط ثلاثة أخرى في الماء عند عودتها.(13)
في الساعة 11:35، قرر كينكيد سحب إنتربرايز وسفن الحماية الخاصة بها من المعركة، بعد خروج هورنت عن العمل وتعرض إنتربرايز لأضرار جسيمة، بينما اعتقاد اليابانيين أن هناك واحدة أو اثنتين من الحاملات غير المتضررة في المنطقة. أمر كينكيد إنتربرايز وفرقة عملها بالانسحاب بمجرد تمكنهم من ذلك، تاركًا هورنت لمصيرها. بين الساعة 11:39 و13:22، استعادت إنتربرايز 57 طائرة من أصل 73 طائرة أمريكية تابعة للحاملات أثناء انسحابها.(14) هبطت الطائرات الأمريكية المتبقية في المحيط وأنقذت السفن الحربية المرافقة أطقمها.
بين الساعة 11:40 و14:00، استقبلت الحاملتان اليابانيتان السليمتان، زويكاكو وجونيو، الطائرات القليلة التي عادت من الضربات الصباحية على هورنت وإنتربرايز وتأهبت لضربات المتابعة. وقد بدا جليًا حينها مقدار الخسائر الشديدة التي تكبدتها خلال هذه الهجمات. وصف الرائد البحري. ماساتاكي أوكوميا، ضابط الأركان الجوية لجونيو، عودة المجموعات الضاربة الأولى للحاملة:
 لم يعد سوى قائد واحد من قادة قاذفات جونيو من الضربة الأولى، ولدى هبوطه بدا «مضطربًا لدرجة أنه لم يستطع التحدث بتماسك في بعض الأحيان».
في الساعة 13:00، اتجهت قوة كوندو المتقدمة والسفن الحربية التابعة لقوة طليعة آبي مباشرة نحو آخر موقع علمت به لقوات مهام حاملة الطائرات الأمريكية ورفعت سرعتها في محاولة لاعتراضها في معركة بالمدفعية. انسحبت الحاملتان المتضررتان زويهو وشوكاكو من منطقة المعركة، بينما كان ناغومو لا يزال على متن إحداها، تاركًا الأدميرال كاكوجي كاكوتا مسؤولًا عن قوات زويكاكو وجونيو الجوية. في الساعة 13:06، أطلقت جونيو هجومها الثاني من سبع طائرات طوربيد بقيادة الملازم يوشياكي إريكين، والتي كانت تحت حماية ثمان طائرات زيرو بقيادة الملازم شيراني. في الوقت نفسه، أطلقت زويكاكو هجومها الثالث من سبع طائرات طوربيد وقاذفتين انقضاضيتين وخمس مقاتلات زيرو، بقيادة الملازم إيتشيرو تاناكا. كانت معظم طائرات الطوربيد مسلحة بقنابل خارقة للدروع زنة 800 كجم. في الساعة 15:35، أطلقت جونيو آخر هجمة يابانية في ذلك اليوم، من أربع قاذفات انقضاضية وست مقاتلات زيرو، بقيادة الرائد البحري شيغا مجددًا.

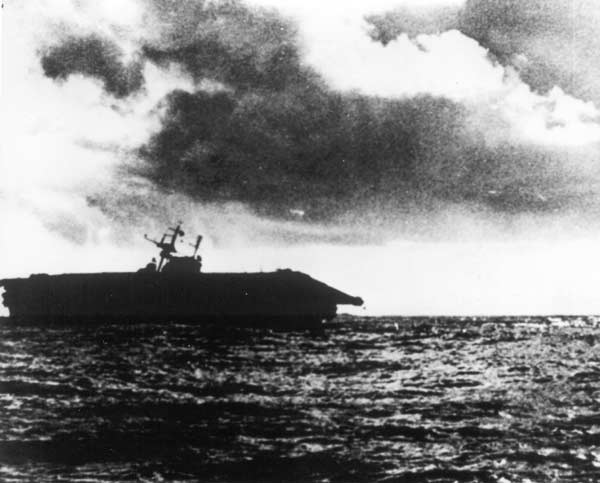
غرق هورنت وإخلائها

بدأ الطراد نورثهامبتون أخيرًا في سحب هورنت ببطء بعد عدة مشاكل فنية من منطقة المعركة في الساعة 14:45، بسرعة خمس عقد فقط. كان طاقم هورنت على وشك استعادة الطاقة الجزئية، ولكن في الساعة 15:20، وصلت الموجة الهجومية الثانية لجونيو، وهاجمت طائرات الطوربيد السبع حاملة الطائرات شبه الثابتة. على الرغم من أن ستة من طائرات الطوربيد أخطأت هدفها، لكن في الساعة 15:23، أصاب طوربيد واحد منتصف هورنت، والتي ثبت أنها الضربة القاتلة. دمر الطوربيد إصلاحات نظام الطاقة وتسبب في فيضانات غزيرة وميل بمقدار 14 درجة. مع عدم وجود طاقة لضخ المياه، أُخليّت هورنت لخسارتها وأخلاها الطاقم. في هذا الوقت، هاجمت الضربة الثالثة لزويكاكو هورنت، حيث ضربت قاذفات بي5إن الحاملة الغارقة بقنبلة زنة 800 كجم. غادر جميع أفراد طاقم هورنت بحلول الساعة 16:27. خلال الهجوم الياباني الأخير لهذا اليوم، ألقت قاذفة قنابل من الموجة الهجومية الثالثة لجونيو قنبلة أخرى شبه خارقة للدروع، زنة 250 كجم، على الحاملة الغارقة في الساعة 17:20.
أمر هالسي بإغراق هورنت بعد إبلاغه باقتراب القوات اليابانية وعدم جدوى جهود القطر الإضافية. بينما تراجعت السفن الحربية الأمريكية المتبقية باتجاه الجنوب الشرقي للخروج من نطاق أسطول كوندو وآبي القادم، حاولت المدمرتان يو إس إس موستين وأندرسون خرق هورنت بطوربيدات متعددة وأكثر من 400 قذيفة، لكنها ظلت راسية. لكن المدمرتين الأمريكيتين تخلتا عن هيكل هورنت المحترق في الساعة 20:40 بعدما أصبحت القوات البحرية اليابانية على بعد 20 دقيقة فقط. بحلول الساعة 22:20، وصلت بقية السفن الحربية التابعة لكوندو وآبي إلى موقع هورنت. ثم قضت المدمرتان ماكيغمو وأكيغومو على الحاملة بأربعة طوربيدات عيار 24 بوصة (610 ملم) في الساعة 01:35 يوم 27 أكتوبر 1942، لتغرق أخيرًا. نظرًا للهجمات الليلية العديدة التي شنتها طائرات كاتالينا المجهزة بالرادار على جونيو وتيروزوكي وعلمهم بالأسبقية التي حققتها السفن الحربية الأمريكية خلال انسحابها من المنطقة، بالإضافة إلى حالة الوقود الحرجة، دفع كل ذلك اليابانيين على ما يبدو إلى إعادة النظر في مطاردة السفن الحربية الأمريكية. وبعدما تزودت السفن اليابانية بالوقود بالقرب من جزر سليمان الشمالية عادت إلى قاعدتها الرئيسية في ترّك في 30 أكتوبر. أثناء الانسحاب الأمريكي من منطقة المعركة باتجاه إسبيريتو سانتو وكاليدونيا الجديدة وخلال اتخاذ إجراءات مراوغة من غواصة يابانية، اصطدمت داكوتا الجنوبية بالمدمرة ماهان، مما سبب أضرارًا جسيمة بماهان.

## نتائج المعركة

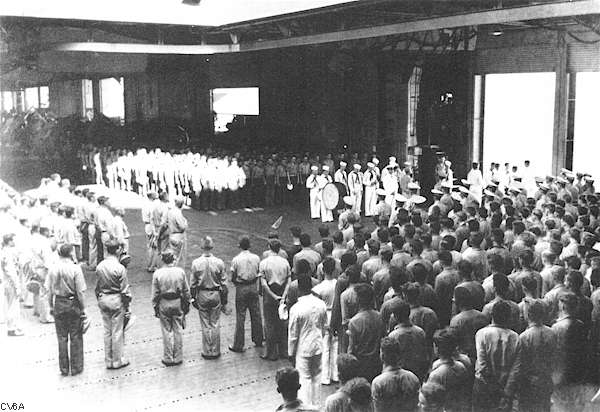
طاقم إنتربرايز خلال مراسم دفن في البحر في 27 أكتوبر لرفاقهم من الطاقم الذين قتلوا في اليوم السابق

أعلن كلا الجانبين انتصارهما. ذكر الأمريكيون أن حاملتي أسطول من طراز شوكاكو قد أصيبتا بالقنابل ودُمرتا. تضمن تقرير كينكيد بشأن الخسائر التي لحقت باليابانيين إصابة بارجة وثلاثة طرادات ثقيلة وطراد خفيف وإصابة محتملة لطراد ثقيل آخر. في الواقع كانت السفن (شوكاكو) و (زويهو) و (شيكوما) هي الوحيدة التي تعرضت لأضرار خلال المعركة ولم تغرق أي منهما. من جانبهم، أكد اليابانيون أنهم أغرقوا ثلاث حاملات أمريكية وبارجة وطراد ومدمرة وسفينة حربية كبيرة غير محددة.(15) شملت الخسائر الأمريكية الفعلية حاملة الطائرات هورنت والمدمرة بورتر وتضرر الحاملة إنتربرايز والطراد الخفيف سان خوان والمدمرة سميث والبارجة ساوث داكوتا.
كانت خسارة هورنت بمثابة ضربة قاصمة لقوات الحلفاء في جنوب المحيط الهادئ، تاركة إنتربرايز الحاملة الوحيدة العاملة (لكنها متضررة) للحلفاء في مسرح المحيط الهادئ بأكمله. أثناء انسحاب إنتربرايز من المعركة، وضع طاقمها لافتة على مدرج الطيران تقول: «إنتربرايز ضد اليابان». تلقت إنتربرايز إصلاحات مؤقتة في كاليدونيا الجديدة، وعلى الرغم من عدم استعادة قواها بالكامل، فقد عادت إلى منطقة جزر سليمان الجنوبية بعد أسبوعين فقط لدعم قوات الحلفاء خلال معركة غوادالكانال البحرية. هناك لعبت دورًا فعالاً تبين لاحقًا أنه الاشتباك البحري الحاسم في حملة غوادالكانال بأثرها، عندما أغرقت طائراتها العديد من السفن الحربية اليابانية وناقلات الجنود خلال المناوشات البحرية حول مطار هندرسون. دفع نقص حاملات الطائرات الأمريكيون واليابانيون إلى نشر بوارج في عمليات ليلية حول غوادالكانال، فوقعت معركة ضمن معركتين فقط في حرب المحيط الهادئ بأكملها واجهت فيها البوارج بعضها البعض،(16) نتج عنهما تضرر البارجة ساوث داكوتا مجددًا مقابل غرق بارجتين يابانيتين.
على الرغم من أن معركة سانتا كروز كانت انتصارًا تكتيكيًا لليابانيين من حيث السفن الغارقة، فإنها جاءت بتكلفة عالية لقواتهم البحرية، حيث كانت جونيو حاملة الطائرات النشطة الوحيدة المتبقية لمواجهة إنتربرايز أو مطار هندرسون في نهاية حملة غوادالكانال. أما زويكاكو، وعلى الرغم من عدم تعرضها لأضرار واستيعابها لطائرات الحاملتين المتضررتين، فقد عادت إلى جزر الوطن عبر ترّك لاعتبارات التدريب ونقل الطائرات، ولم تبحر إلى جنوب المحيط الهادئ إلا في فبراير 1943 لتغطية إجلاء القوات البرية اليابانية من غوادالكانال. وبالنسبة للحاملتين المتضررتين فقد أُجبرّتا على العودة إلى اليابان لإجراء إصلاحات واسعة النطاق وتجديدهما. بعد إصلاحهما، عادت زويهو إلى ترّك في أواخر يناير 1943. في حين ظلّت شوكاكو قيد الإصلاح حتى مارس 1943 ولم تعد إلى الجبهة حتى يوليو 1943، عندما انضمّت إلى زويكاكو في ترّك.
كانت خسائر أطقم الطائرات هي الأكثر خطورة بالنسبة للبحرية اليابانية. خسرت الولايات المتحدة 81 طائرة من أصل 175 كانت متاحة في بداية المعركة؛ من بينها 33 مقاتلة و28 قاذفة انقضاضية و20 قاذفة طوربيد. ومع ذلك، فقدت 26 طيارًا وملاحًا من أفراد الأطقم فحسب. أما أداء اليابان فكان أسوأ بكثير، خاصة على مستوى الطيارين؛ فبالإضافة إلى خسارة 99 طائرة من أصل 203 طائرة مشاركة في المعركة، خسرت 148 طيارًا وملاحًا من الأطقم الجوية، بما في ذلك اثنان من قادة مجموعات القاذفات الانقضاضية وثلاثة من قادة أسراب قاذفات الطوربيد وثمانية عشر آخرين من قادة الأقسام أو المقاتلات. وكانت أبرز الخسائر مقتل موراتا وسيكي، قائدي الضربتين الأولى والثانية. قُتل 49٪ من أطقم قاذفات الطوربيد اليابانية المشاركة في المعركة، إلى جانب 39٪ من أطقم القاذفات الانقضاضية و20٪ من طياري المقاتلات. خسر اليابانيون عددًا من الأطقم الجوية في سانتا كروز أكثر مما خسروه في كل معارك حاملات الطائرات الثلاث السابقة، (90) في بحر المرجان و (110) في ميدواي و (61) في شرق سليمان. بحلول نهاية معركة سانتا كروز، قُتل ما لا يقل عن 409 من 765 من نخبة ملاحي الحاملات اليابانية الذين شاركوا في الهجوم على بيرل هاربور.(17) كما تلقت الحاملة السليمة زويكاكو أمرًا بالعودة إلى اليابان، نظرًا لخسارتها الكثير من أطقمها الجوية المخضرمة وعدم وجود طريقة سريعة لتعويضهم بسبب القدرة المؤسسية المحدودة في برامج تدريب أطقمها البحرية وغياب الاحتياطي المدرب. في حين ظلت جونيو تقدم الدعم الجوي خلال معركة غوادالكانال البحرية، وقد عادت زويكاكو في الوقت المناسب لتغطية انسحاب القوات من غوادالكانال.
أُعفيّ الأدميرال ناغومو من القيادة عقب المعركة بوقت قصير وأعيد تكليفه بالخدمة في القواعد البحرية في اليابان. وقد اعترف بأن الانتصار لم يكن حاسمًا:
بالنظر إلى ما سبق، وبالرغم من اعتبار المعركة انتصارًا تكتيكيًا، فقد قضت فعليًا على أي أمل للبحرية اليابانية في تحقيق نصر حاسم قبل أن تحوله القوة الصناعية الأمريكية إلى هدف بعيد المنال. لخص المؤرخ إريك هاميل أهمية معركة جزر سانتا كروز قائلًا: «تعد سانتا كروز انتصارًا يابانيًا. مع ذلك، كلف هذا النصر اليابان آخر أمل عندها في الانتصار بالحرب.»
أما المؤرخ العسكري د. جون برادوس فقد قدم وجهة نظر مغايرة تؤكد أن المعركة لم تكن انتصارًا يابانيًا باهظًا، بل انتصارًا استراتيجيًا:
من وجهة نظر برادوس، فإن السرد الحقيقي لنتائج المعركة هو فشل البحرية الإمبراطورية في استغلال انتصارها الصعب.

## الهوامش
1. توزيع الطائرات حسب النوع: (63) إف4إف ويلدكات و (47) إس بي دي دونتليس و (26) تي بي إف آفنجرز. لا يشمل عدد الطائرات البالغ (136) طائرات بي-17 المتمركزة في إسبيريتو سانتو (والتي لعبت دورًا محدودًا خلال المعركة) أو أي طائرات بحرية في المنطقة.
2. توزيع الطائرات حسب النوع: (87) إيه6إم زيرو و (68) قاذفة انقضاضية إيشي دي3إيه و (57) قاذفة طوربيد من طراز ناكاجيما بي5إن وطائرة قيادة وتحكم طراز يوكوسوكا دي4واي.
3. كما ذكر لندستورم، في حملة غوادالكانال، ص. 456، توزيع الخسائر كالتالي: هورنت (118 طائرة)، إنتربرايز (44 طائرة)، سميث (57 طائرة)، بورتر (15 طائرة)، بينساكولا (3 طائرة)، ساوث داكوتا (2 طائرة)، موريس (1 طائرة)، بجانب 22 من الأطقم الجوية. كما أسرّ اليابانيون أربعة من أفراد الأطقم الجوية الأمريكية. تضمنت خسائر الطائرات الأمريكية الإجمالية: (32) ويلدكات و (31) إس بي دي دونتليس و (18) تي بي إف آفنجر.
4. وفقًا لبيتي، ص. 180 و339 ولندستورم، في حملة غوادالكانال، ص. 454. فإن خسائر اليابانيين نتيجة الأضرار التي لحقت بالحاملة زويهو غير معروفة. عدد القتلى اليابانيين المعروف موزع كالتالي: شوكاكو (60)، تشيكوما (190)، تيروزوكي (7) و (148) من أطقم الطائرات. تضمنت الخسائر الإجمالية للطائرات اليابانية: (27) مقاتلة زيرو، (40) قاذفة انقضاضية، (29) قاذفة طوربيد وطائرة واحدة طراز يوكوسوكا دي4واي. وتوزعت خسائر أطقم الطائرات كالتالي: (55) من شوكاكو، (57) من زويكاكو، (9) من زويهو و (27) من جونيو.
5. عقب هذا الحادث، أُعفي قائد فرقة عمل حاملة الطائرات الأمريكية فرانك جاك فليتشر وقتها من قيادته وأعيد تكليفه بمهام على البر لما تبقى من الحرب.
6. كما أصيبت البارجة نورث كارولينا والمدمرة أوبراين بطوربيدات خلال نفس الهجوم. غرقت أوبراين لاحقًا نتيجة لأضرار الطوربيد، بينما كانت نورث كارولينا قيد الإصلاح في بيرل هاربور حتى 16 نوفمبر 1942.
7. وفقًا لهارا، اعتقد اليابانيون أنه قد يحتمل تواجد القوات البحرية الأمريكية في منطقة جزر سليمان لأنهم قرأوا تقريرًا، صدر عن برس إنترناشيونال بتاريخ 20 أكتوبر، ذكرّ أن البحرية الأمريكية كانت تستعد لمعركة بحرية وجوية كبيرة في جنوب المحيط الهادئ.
8. تألفت القوة من الطراد الياباني يورا والمدمرات: أكيزوكي، هاروسامي، موراسامي، ويوداتشي (بارشال، صفحة البحرية اليابانية الإمبراطورية. على موقع الأسطول المشترك)، على الرغم من أن هامل ذكر أنها كانت قافلة إمداد، فإن بارشال يقول إنها كانت قوة قصف. أبحرت أكيزوكي إلى اليابان للإصلاحات، والتي اكتملت في 16 ديسمبر 1942. وعادة ما يعتبر هذا الحادث عملاً منفصلاً عن معركة جزر سانتا كروز.
9. أمكن فقط استعادة طائرة ويلدكات بأمان.
10. ذكر بارشال، في صفحة البحرية الإمبراطورية اليابانية، أن تشيكوما كان قيد الإصلاح في ترك ولاحقًا في كورشي، اليابان، حتى يناير 1943 وهو ما ذكره هارا أيضًا.
11. تضمنت سفن حماية هورنت؛ الطرادان الثقيلان نورثهامبتون وبينساكولا والطرادان الخفيفان سان دييغو وجونو وست مدمرات.
12. توجهت سميث في النهاية إلى بيرل هاربور للصيانة والتي اكتملت في فبراير 1943.
13. كان للمدفعية المضادة للطائرات من البارجة الحربية ساوث داكوتا الفضل في إسقاط 26 من إجمالي 99 طائرة معادية ادعاها الأمريكيون خلال المعركة.
14. تمكنت إحدى الطائرات الأمريكية، التي يقودها قائد مجموعة هورنت الجوية، من الوصول إلى القاعدة الجوية الأمريكية في إسبيريتو سانتو.
15. أحصى اليابانيون غرق طرادين هما أوكوميا وهوريكوشي.
16. وقعت المواجهة الثانية بين البوارج في المحيط الهادئ في أكتوبر 1944 خلال معركة خليج ليتي، وكانت آخر معركة من نوعها في التاريخ.
17. تضمنت خسائر أطقم الطائرات: (55) من شوكاكو، (57) من زويكاكو، (9) من زويهو و (27) من جونيو.

### فهرس المراجع
1. ↑  Kongō, Haruna, Hiei, Kirishima. انظر "تشكيل - معركة جزر سانتا كروز". مؤرشف من الأصل في 2016-11-05. اطلع عليه بتاريخ 2009-09-21.
2. ↑  Hammel, Carrier Clash, p. 106.
3. ↑  Hammel, Carrier Strike, pp. 6–7.
4. ↑  Hammel, Carrier Strike, pp. 10–12
5. ↑  Hammel, Carrier Strike, pp. 19–21, 84–85.
6. ↑  Frank, Guadalcanal, pp. 316–319.
7. ↑  Hammel, Carrier Strike, pp. 154–155.
8. ↑  McGee, The Solomons Campaigns, p. 145.
9. ↑  McGee, The Solomons Campaigns, p. 134.
10. ↑  Frank, Guadalcanal, p. 334.
11. ↑  Hammel, Carrier Strike, p. 150.
12. ↑  Hammel, Carrier Strike, pp. 146–149.
13. ↑  Hammel, Carrier Strike, pp. 95–97.
14. ↑  Hara, Japanese Destroyer Captain, p. 124.
15. ↑  Frank, Guadalcanal, pp. 374–375.
16. ↑  Hara, Japanese Destroyer Captain, p. 127.
17. ↑  Hammel, Carrier Strike, pp. 163–174.
18. ↑  Hammel, Carrier Strike, p. 186.
19. ↑  Frank, Guadalcanal, p. 381.
20. ↑  Hammel, Carrier Strike, p. 187.
21. 1 2  Frank, Guadalcanal, p. 382.
22. ↑  Hammel, Carrier Strike, pp. 191–192.
23. ↑  Frank, Guadalcanal, p. 383.
24. ↑  Hammel, Carrier Strike, pp. 198–199.
25. ↑  Hammel, Carrier Strike, pp. 213–223.
26. ↑  Frank, Guadalcanal, pp. 387–388.
27. ↑  Hammel, Carrier Strike, p. 235.
28. ↑  Hammel, Carrier Strike, pp. 235–239.
29. ↑  Lundstrom, Guadalcanal Campaign, p. 388.
30. ↑  Frank, Guadalcanal, p. 385.
31. ↑  Hammel, Carrier Strike, pp. 253–356.
32. ↑  Frank, Guadalcanal, p. 386; Hammel, Carrier Strike, pp. 262–267.
33. ↑  Hammel, Carrier Strike, pp. 269–271.
34. ↑  Frank, Guadalcanal, p. 386; Hammel, Carrier Strike, p. 284.
35. ↑  Hammel, Carrier Strike, pp. 271–280.
36. ↑  Hammel، Eric (1987). Guadalcanal: The Carrier Battles. New York: Crown Publishers, Inc. ص. 411–413. مؤرشف من الأصل في 2020-07-31.
37. ↑  Evans, Japanese Navy, p. 520; Frank, Guadalcanal, pp. 388–389; Hammel, Carrier Strike, p. 299.
38. ↑  Fahey, The Ships and Aircraft of the United States Fleet, p. 5.
39. ↑  Hammel, Carrier Strike, p. 283.
40. ↑  Hammel, Carrier Strike, pp. 300–313; Lundstrom, Guadalcanal Campaign, pp. 413–415.
41. ↑  Frank, Guadalcanal, p. 390; Lundstrom, Guadalcanal Campaign, pp. 416, 418, 446.
42. ↑  Frank, Guadalcanal, p. 391.
43. ↑  Hammel, Carrier Strike, pp. 335–337.
44. ↑  Hammel, Carrier Strike, pp. 330–331; and Frank, Guadalcanal, p. 391.
45. ↑  Hammel, Carrier Strike, p. 331.
46. 1 2  Frank, Guadalcanal, pp. 391–393; Lundstrom, Guadalcanal Campaign, p. 437
47. ↑  Frank, Guadalcanal, p. 395.
48. ↑  Hammel, Carrier Strike, pp. 345–352.
49. ↑  Lundstrom, Guadalcanal Campaign, p. 446.
50. ↑  Hara, Japanese Destroyer Captain, pp. 129–131; Hammel, Carrier Strike, pp. 357–358; Lundstrom, Guadalcanal Campaign, pp. 446–447.
51. ↑  Frank, Guadalcanal, pp. 395–396.
52. ↑  Hammel, Carrier Strike, pp. 359–376; Lundstrom, Guadalcanal Campaign, p. 448.
53. ↑  Hammel, Carrier Strike, p. 380.
54. ↑  Evans, Japanese Navy, p. 520; Frank, Guadalcanal, p. 399. Mahan returned to action on 9 January 1943.
55. ↑  Prados, Islands of Destiny: The Solomons Campaign and the Eclipse of the Rising Sun [Kindle version], Chapter III.
56. ↑  Belote & Belote, Titans of the Seas, p. 150
57. ↑  Office of Naval Intelligence (1943). "The Battle of the Santa Cruz Islands, 26 October 1942". Combat Narrative. Publications Branch, Office of Naval Intelligence, United States Navy. مؤرشف من الأصل في 2006-05-13. اطلع عليه بتاريخ 2006-05-17.
58. ↑  USS Enterprise CV-6 – 1942. نسخة محفوظة 2021-03-14 على موقع واي باك مشين.
59. ↑  USS Enterprise CV-6 at Pacific Wrecks.com. نسخة محفوظة 2021-12-07 على موقع واي باك مشين.
60. ↑  Battle 360, Episode 5: Enterprise versus Japan. قناة التاريخ التلفزيونية, 2008.
61. ↑  Tillman, Enterprise, pp. 132–134.
62. 1 2 3  Hammel, Carrier Strike, p. 384.
63. ↑  Tillman, Enterprise, pp. 134–144.
64. ↑  See Tully, Anthony P., IJN Jun'yō: Tabular Record of Movement, combinedfleet.com, 2013. نسخة محفوظة 2020-06-28 على موقع واي باك مشين.
65. ↑  Tully, Anthony P., "IJN Zuikaku ("Happy Crane"): Tabular Record of Movement", combinedfleet.com, September 2010. نسخة محفوظة 2021-12-21 على موقع واي باك مشين.
66. ↑  Parshall & Tully, Imperial Japanese Navy Page (Combinedfleet.com), Shokaku & Zuiho. نسخة محفوظة 2021-12-28 على موقع واي باك مشين.
67. ↑  Lundstrom, Guadalcanal Campaign, p. 456.
68. ↑  Hornfischer, Neptune's Inferno: The U.S. Navy at Guadalcanal, p. cxx
69. ↑  Frank, Guadalcanal, pp. 400–440; Hammel, Carrier Strike, p. 381; and Lundstrom, Guadalcanal Campaign, p. 454.
70. ↑  "Imperial flattops". www.combinedfleet.com. مؤرشف من الأصل في 2020-06-28. اطلع عليه بتاريخ 2022-01-27.
71. ↑  "Imperial Flattops". www.combinedfleet.com. مؤرشف من الأصل في 2021-12-21. اطلع عليه بتاريخ 2022-01-27.
72. ↑  Hara, Japanese Destroyer Captain, pp. 134–35
73. ↑  Prados، John (2012). Islands of Destiny: The Solomons Campaign and the Eclipse of the Rising Sun. NAL. ص. 158. ISBN:978-0451238047.
74. ↑  Prados, Islands of Destiny: The Solomons Campaign and the Eclipse of the Rising Sun, p. 159.
75. 1 2  Frank, Guadalcanal, p. 373
76. ↑  Frank, Guadalcanal, p. 401
77. ↑  Frank, Guadalcanal, p. 400–401
78. ↑  Frank, Guadalcanal, p. 204–205
79. ↑  Evans, Japanese Navy, p. 179–180
80. ↑  Hammel, Carrier Strike, p. 24–41
81. ↑  Hara, Japanese Destroyer Captain, p. 124–125
82. ↑  Hammel, Carrier Strike, p. 103–106
83. ↑  sfn|Frank, Guadalcanal, p. 384–385
84. ↑  Hara, Japanese Destroyer Captain, p. 132
85. ↑  Hammel, Carrier Strike, p. 132
86. ↑  Frank, Guadalcanal, pp. 390–391
87. ↑  ساوث داكوتا، قاموس سفن البحرية الأمريكية المقاتلة، قسم البحرية الأمريكية. نسخة محفوظة 2022-01-25 على موقع واي باك مشين.
88. ↑  Lundstrom, Guadalcanal Campaign, p. 444
89. ↑  Zero!, p. 274
90. ↑  Peattie, pp. 180 & 339

### للمزيد من القراءة
- Bergerud، Eric M. (2001). Fire in the Sky: The Air War in the South Pacific. New York: تايلور وفرانسيس. ISBN:0-8133-3869-7.
- D'Albas، Andrieu (1965). Death of a Navy: Japanese Naval Action in World War II. Devin-Adair Publishing. ISBN:0-8159-5302-X.
- Dull، Paul S. (1978). A Battle History of the Imperial Japanese Navy, 1941–1945. Naval Institute Press. ISBN:0-87021-097-1. مؤرشف من الأصل في 2023-01-09.
- Lacroix، Eric؛ Wells، Linton (1997). Japanese Cruisers of the Pacific War. Naval Institute Press. ISBN:0-87021-311-3.
- Morison، Samuel Eliot (1958). The Struggle for Guadalcanal, August 1942 – February 1943, vol. 5 of History of United States Naval Operations in World War II. Boston: لتل وبراون وشركاؤهما  [لغات أخرى]‏. ISBN:0-316-58305-7.{{استشهاد بكتاب}}:  صيانة الاستشهاد: علامات ترقيم زائدة (link)
- Parkin، Robert Sinclair (1995). Blood on the Sea: American Destroyers Lost in World War II. Da Capo Press. ISBN:0-306-81069-7.
- Poor، Henry Varnum؛ Mustin، Henry A.؛ Jameson، Colin G. (1994). The Battles of Cape Esperance, 11 October 1942 and Santa Cruz Islands, 26 October 1942 (Combat Narratives. Solomon Islands Campaign, 4–5). Naval Historical Center. ISBN:0-945274-21-1.
- Rose، Lisle Abbott (2002). The Ship that Held the Line: The USS Hornet and the First Year of the Pacific War. Bluejacket Books. ISBN:1-55750-008-8.
- Smith، Douglas V. (2006). Carrier Battles: Command Decision in Harm's Way. U.S. Naval Institute Press. ISBN:1-59114-794-8.
- Stafford، Edward P. (2002). The Big E: The Story of the USS Enterprise. Paul Stillwell (Introduction) (ط. reissue). Naval Institute Press. ISBN:1-55750-998-0.
- Stille، Mark (2007). USN Carriers vs IJN Carriers: The Pacific 1942. New York: Osprey. ISBN:978-1-84603-248-6.
- Stille، Mark (2012). Santa Cruz 1942: Carrier duel in the South Pacific. New York: أوسبري للنشر؛ Osprey Campaign Series #247. ISBN:978-1-84908-605-9.

## وصلات خارجية
- كاغني، جيمس (2005). "معركة جزر سانتا كروز". هيستوري أنيميتيد.كوم. مؤرشف من الأصل (جافا سكريبت) في 2006-05-03. اطلع عليه بتاريخ 2006-05-17. رسوم متحركة تفاعلية للمعركة
- تشن، سي. بيتر (2004–2006). "معركة جزر سانتا كروز". قاعدة بيانات الحرب العالمية الثانية. مؤرشف من الأصل في 2006-03-23. اطلع عليه بتاريخ 2006-05-17.
- هوران، مارك. "معركة جزر سانتا كروز – 26 أكتوبر 1942". تشكيل المعركة. مؤرشف من الأصل في 2006-05-17. اطلع عليه بتاريخ 2006-05-17.
- هوف، فرانك أو.؛ لوديج، فيرل إ.؛ شو، هنري آي. الابن. "من بيرل هاربر إلى غوادالكانال". تاريخ عمليات مشاة البحرية الأمريكية في الحرب العالمية الثانية. مؤرشف من الأصل في 2006-06-27. اطلع عليه بتاريخ 2006-05-16.
- لانزيندورفر، تيم. "معركة جزر سانتا كروز". حرب المحيط الهادئ: البحرية الأمريكية. مؤرشف من الأصل في 2022-09-16. اطلع عليه بتاريخ 2006-05-17.
- بارشال، جون؛ هاكيت، بوب؛ كينغسب، ساندر؛ نفيت، ألين. "صفحة البحرية الإمبراطورية اليابانية". مؤرشف من الأصل في 2006-06-13. اطلع عليه بتاريخ 2006-06-14.
- شيفرد، جويل (1998–2003). "1942 – سانتا كروز". يو إس إس إنتربرايز سي في-6. مؤرشف من الأصل في 2006-04-25. اطلع عليه بتاريخ 2006-05-17.
- "رسوم متحركة موجزة عن معركة جزر سانتا كروز، 26 أكتوبر 1942". مؤرشف من الأصل في 2012-10-27. اطلع عليه بتاريخ 2012-07-26.